# David Hechstetter

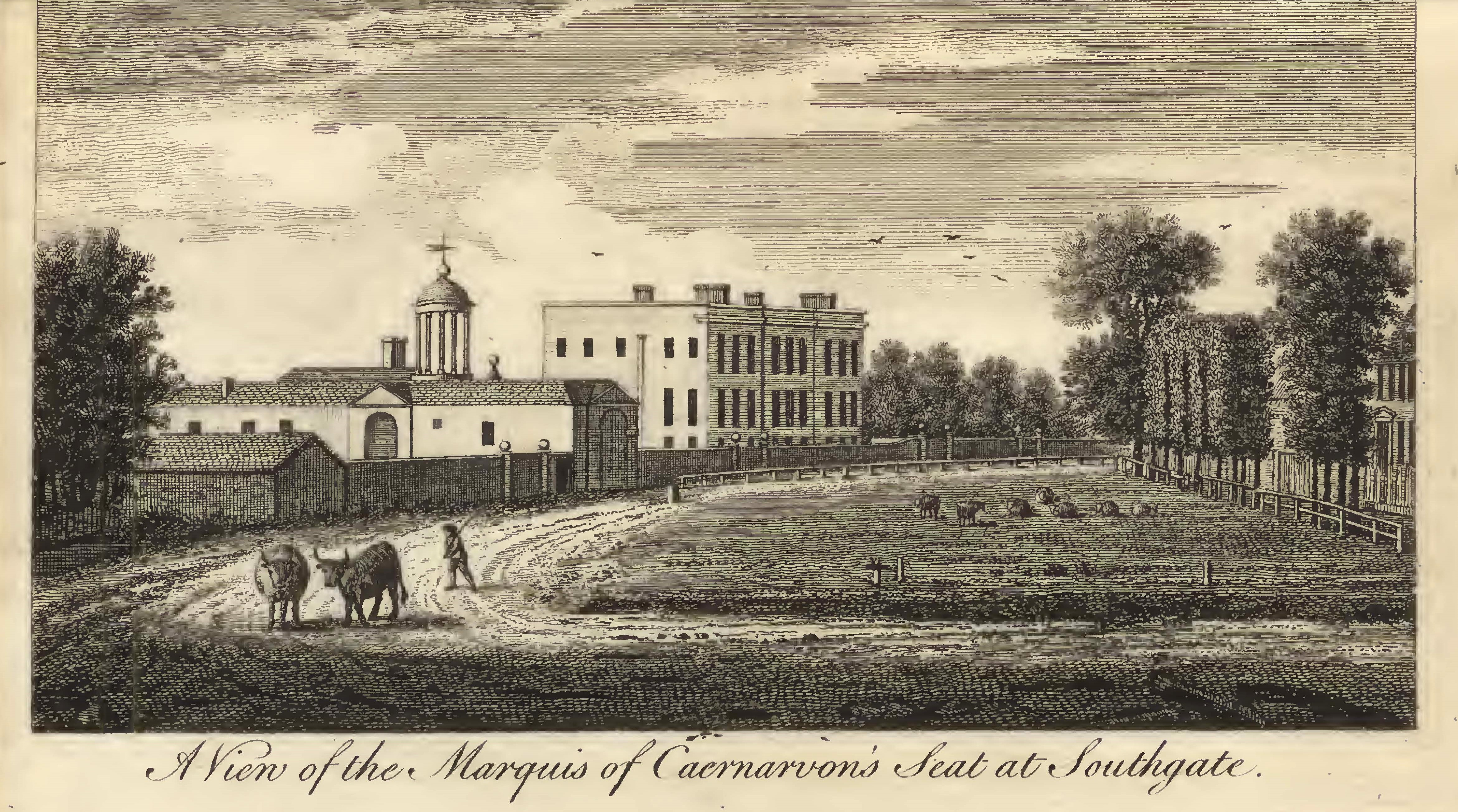
Minchington Hall xuất hiện trong bức tranh A View of the Marquis of Caernarvon's Seat tại Southgate từ A New Show of the Beauties of England (1776) của Robert Goadby.

Sir David Hechstetter (hay Heckstetter, Hetchetter, Hochstetter, hoặc Hockstetter ; sinh khoảng năm 1659 - mất 14 tháng 6 năm 1721) là giám đốc của  Công ty thương gia thám hiểm London(en) (Công ty Hamburg) và là chủ sở hữu đất ở Hertfordshire và Middlesex . Ông là người bảo vệ hòa bình cho Middlesex và được phong tước hiệp sĩ vào năm 1714.